# Oliver Hirschbiegel
Oliver Hirschbiegel (Hamburg, Alemanya, 26 de març de 1957) és un director de cinema alemany, nominat un cop a l'Oscar.

## Biografia
Llicenciat a Waldorf, va estudiar pintura i arts gràfiques, i posteriorment cinema, a la Universitat de Belles Arts d'Hamburg. El 1986 vaig dirigir la seva primera pel·lícula, la pel·lícula de televisió Das Go! Projekt, de la que també en va escriure el guió. Va esdevenir un reeixit director de televisió, dirigint nombrosos episodis de les sèries Tatort i Comissari Rex. El seu debut cinematogràfic va ser la ben rebuda pel·lícula Das Experiment.
El 2004 va estrenar la pel·lícula Der Untergang (La caiguda o L'enfonsament a Espanya), produïda per Bernd Eichinger, sobre els últims dies d'Adolf Hitler, la qual va representar el primer projecte sobre aquest tema desenvolupat per un cineasta de nacionalitat alemanya. Va causar controvèrsia a Alemanya per la forma en què va presentar als líders nazis i, d'altra banda, va guanyar un gran nombre de premis i reconeixements, inclosa la nominació a millor pel·lícula estrangera als Premis Óscar. Una escena de la pel·lícula s'ha convertit en la base d'un fenomen de vídeo viral generalitzat. Abans de dirigir la pel·lícula, se li va oferir el paper per dirigir Blade: Trinity.
El 2007 dirigir el seu primer llargmetratge de Hollywood Invasió, que va ser rodat en part pel director australià James McTeigue, a petició de l'estudi, i protagonitzada per Nicole Kidman i Daniel Craig.
Hirschbiegel va dirigir la pel·lícula biogràfica Diana sobre Diana de Gal·les, que es va estrenar el setembre de 2013. L'actriu Naomi Watts fa el paper principal.
La seva pel·lícula Elser – Er hätte die Welt verändert va ser seleccionada per ser projectada fora de la competició 65è Festival Internacional de Cinema de Berlín.
El germà d'Oliver, Urs, és director assistent i productor.

## Filmografia
- L'experiment (2001)
- Mein letzter Film (2002)
- Der Untergang (2004)
- Ein ganz gewöhnlicher Jude (2005)
- Invasió (2007)
- Cinc minuts de glòria (2009)
- Diana (2013)
- Elser – Er hätte die Welt verändert (2015)
- Criminal: Germany (2019)

## Premis
Guanyador
- 1998 RTL Premis Golden Lion, Millor direcció d'una pel·lícula o sèrie de TV per a Das Urteil i Trickser
- 1998 Grimme-Preis, Premi del públic del 'Marl Group' de Das Urteil
- 1999 Bayerischer Filmpreis per a la direcció de Todfeinde - Die falsche Entscheidung
- 2001 Festival Internacional de Cinema de Bergen Premi del públic per Das Experiment
- 2001 Bayerischer Filmpreis, millor direcció per a  Das Experiment
- 2001 Festival Mundial de Cinema de Mont-real Millor director, "Das Experiment"
- 2002 Festival Internacional de Cinema d'Istanbul, Premi Choice People, "Das Experiment"
- 2004 Premis Bambi Pel·lícula nacional, "Der Untergang"
- 2005 Bayerischer Filmpreis Premi del públic per "Der Untergang"
- 2005 Premis Amanda Millor llargmetratge estranger (Årets utenlandske kinofilm), "Der Untergang"
- 2006 Premis Bodil Millor pel·lícula no nord-americana, "Der Untergang"
- 2006 Festival Internacional de Cinema de Fajr Concurs internacional - Millor èxit artístic o artístic, "Der Untergang"
- 2006 Premi Robert Millor pel·lícula no nord-americana, "Der Untergang"
- 2009 Premi Europa recomanació Special - TV Fiction "Five Minutes of Heaven"
- 2009 Festival de Cinema de Sundance Premi de direcció, cinema mundial, dramaturg - Cinc minuts de glòria

Nominacions
- 1998 Grimme Preis Premi Adolf Grimme, ficció / Entreteniment - "Das Urteil"
- 2001 European Film Awards Premi del públic, millor director, "Das Experiment"
- 2002 Fantasporto Premi internacional de cinema de fantasia, millor pel·lícula, "Das Experiment"
- 2003 Festival de Cinema de París Gran Premi, "Das Experiment"
- 2005 Festival de Cinema de Mar de Plata Millor pel·lícula, "Der Untergang"
- 2005 Premis Oscar Millor pel·lícula en llengua estrangera de l'any
- 2006 Premis Goya Millor pel·lícula europea, "Der Untergang"
- 2006 Premis de l'Associació de Crítics de Cinema Argentí Millor pel·lícula estrangera en llengua no espanyola, "Der Untergang"
- 2009 Festival de cinema de Sundance Gran Premi del Jurat, Cinema Mundial - Dramàtic, "Cinc minuts de glòria"
- 2010 Broadcasting Press Guild Premi al gremi de difusió de premsa, millor drama únic - "Cinc minuts de glòria"